# Estádio Mario Rigamonti
O Estádio Mario Rigamonti é um estádio localizado em Bréscia, Itália. É mais usado para receber partidas de futebol, e é a casa do time Brescia Calcio. Possui capacidade para receber 27.592 pessoas.